# Dmitró Timchuk
Dmitró Borísovich Timchuk (en ucraniano: Дмитро́ Бори́сович Тимчу́к, en ruso: Дми́трий Бори́сович Тымчу́к; Chitá, República Socialista Federativa Soviética de Rusia, Unión Soviética, 27 de junio de  1972-Kiev, 19 de junio de 2019) fue un político, experto militar y bloguero ucraniano. Durante los disturbios prorrusos ocurridos en 2014 en Ucrania, se convirtió en uno de los activistas activos más populares de su país y fue ampliamente citado en las informaciones ofrecidas en aquel momento sobre la situación de Ucrania.  
En 2014, fue elegido para el parlamento ucraniano por el Frente Popular.

## Carrera
Nació en Chitá (RSFS de Rusia, Unión Soviética), ya que su padre se encontraba allí destinado al servicio del ejército soviético. Posteriormente se trasladó a Berdýchiv (RSS de Ucrania) donde pasó el resto de su juventud. En 1995, Timchuk se graduó en la Facultad de Periodismo de la Escuela Superior Militar-Política de Leópolis.
Timchuk sirvió en el ejército ucraniano (1995-1997), posteriormente en la sede de la Guardia Nacional de Ucrania (1997-2000), y finalmente en varias divisiones del Ministerio de Defensa de Ucrania (2000-2012), siendo destinado en: Irak, Kosovo y Líbano, y alcanzando el rango de teniente coronel.
En 2008, Timchuk fue nombrado jefe de redacción de la publicación en línea Fleet-2017 y director del Centro de Estudios Militares y Políticos. Él fue uno de los coordinadores del sitio web de noticias Information Resistance. Durante los disturbios prorrusos de 2014 en Ucrania y la guerra en Donbáss, Tymchuk se convirtió en uno de los activistas ucranianos más populares del país, siendo ampliamente citado sobre la situación en Ucrania. En noviembre de 2014, llegó a tener 190 000 seguidores en Facebook.
Timchuk fue uno de los fundadores del nuevo partido del Frente Popular el 10 de septiembre de 2014, 46 días antes de las elecciones parlamentarias ucranianas de 2014. Elegido diputado en las elecciones para el parlamento ucraniano recibió su acta en octubre de ese año la Rada Suprema.

## Muerte
El 19 de junio de 2019, Timchuk fue encontrado muerto en su casa por una herida de arma de fuego en la cabeza. Según los informes aparecidos en diversos  medios de comunicación y la versión preliminar de la investigación llevada a cabo por la policía de Kiev, Timchuk estaba limpiando su arma y la descargó accidentalmente.